# Arvak y Alsvid

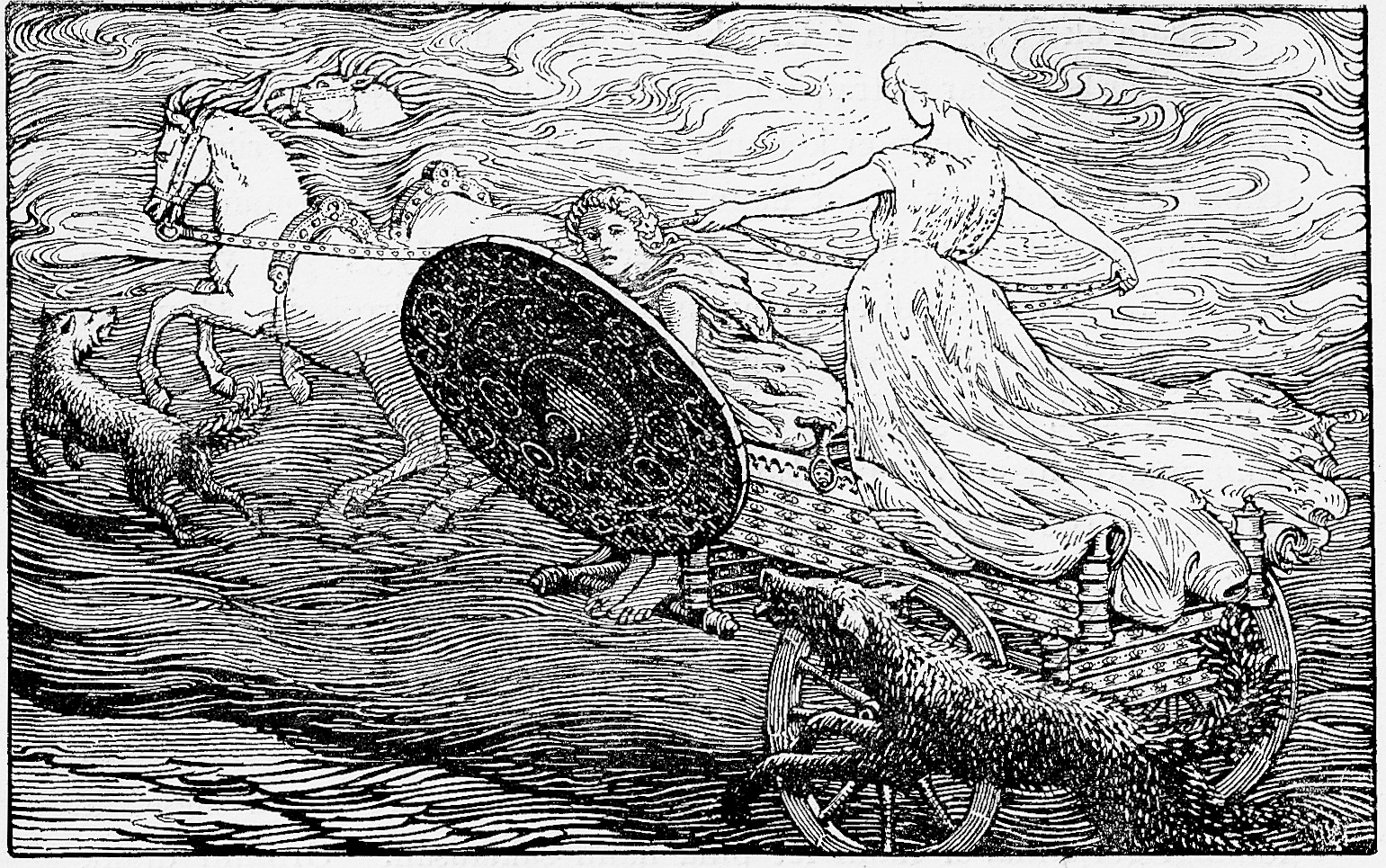
Cuando la era de la oscuridad vuelva a prevalecer en la tierra la humanidad gozará de un nuevo comienzo en tinieblas.

En mitología nórdica, Arvak y Alsvid (cuyos nombres significan "madrugador" y "muy veloz" respectivamente) eran los caballos que tiraban del carro de la personificación del Sol. La crin de los caballos emitía la luz; y la propia diosa Sól proporcionaba el calor.
La mitología narra que los dioses regulaban el paso de los días y las noches, así como las estaciones. Sól, la diosa del sol, hija de Mundilfari y esposa de Glen, cabalgaba todos los días a través de los cielos en su carro, tirado por dos caballos llamados Alsvid y Arvak. Sól es cazada durante el día por Skoll, un lobo que quiere devorarla; los eclipses solares representan que Skoll casi la atrapó. Está destinado que Sköll, algún día, va a atrapar y devorar a Sól, quien será reemplazada por su hermano, Máni (la Luna, palabra que en las lenguas germánicas es masculina). La historia narra que Mani es cazado por Hati, otro lobo. La tierra está protegida del calor total del sol por el escudo Svalin, que se encuentra ante ella.